# Objaw Godota
Objaw Godota (ang. Godot syndrome) – objaw występujący w chorobie Alzheimera polegający na ciągłym powtarzaniu pytań o nadchodzące zdarzenie.
Nazwa inspirowana sztuką Samuela Becketta „Czekając na Godota”